# SSC-8 (missile)
L'SSC-8 (nome in codice NATO: SSC-8 Screwdriver), è un missile da crociera superficie-superficie di fabbricazione russa, il cui nome in codice è divenuto, in Occidente, più noto dell'originale denominazione di progetto 9M729; sviluppato dalla NPO Novator negli anni duemila, è entrato in servizio nel 2018 presso le forze armate della Federazione Russa.
Nonostante la gittata ufficialmente dichiarata sia di 480 km, fonti di intelligence statunitensi affermano che la gittata reale sia in realtà di 2.500 km, alimentando le voci di un tentativo della Federazione Russa di aggirare le restrizioni imposte dal trattato INF a proprio vantaggio. Al contrario, la Russia ha affermato che le dichiarazioni statunitensi sono provocazioni mirate ad annullare il trattato INF ed avere così la possibilità di schierare sistemi missilistici nucleari intermedi a ridosso dei confini russi in un prossimo futuro.
A tal proposito, molto dibattuta è l'origine progettuale del missile: a partire dal lanciatore mobile impiegato nei test e dalla sigla impiegata nel mercato domestico il missile risulta essere una modifica del missile R-500 impiegato nel sistema da difesa costiera Iskander-K.
A detta degli analisti occidentali, che perorano la tesi della gittata intermedia, è invece più probabile si tratti di uno sviluppo dei Kalibr in dotazione alla Marina russa o del Kh-101 delle forze aerospaziali. Nel caso in cui tali voci sulla violazione del trattato trovassero definitiva conferma, l'SSC-8 si configurerebbe, quantomeno a livello concettuale, come erede del sovietico RK-55 Relief.
Il suo sviluppo, nonché la conseguente entrata in servizio, ha provocato il ritiro degli Stati Uniti nel 2019 dal trattato INF del 1987.

## Storia
Con la firma del trattato INF nel 1987, secondo cui sono vietati l'impiego ed i test di armi nucleari aventi una gittata compresa tra i 500 ed i 5.500 km, USA ed URSS dovettero sospendere lo sviluppo e lo schieramento di tutti i sistemi d'arma nucleare a medio raggio, tra cui l'RK-55 Relief all'epoca appena introdotto nelle forze armate sovietiche.
La firma di tale trattato giovava in particolare agli interessi del continente europeo verso una distensione del clima da guerra fredda poiché il principale teatro di guerra, nel caso il conflitto si fosse materializzato, sarebbe stato il suolo europeo.
Tuttavia, la progressiva adesione all'Alleanza Atlantica di paesi precedentemente inclusi nell'orbita Sovietica, accrebbe l'ipotesi di una possibile minaccia militare sui confini di Mosca spronandola a ricercare e sviluppare nuovi missili balistici, sia strategici che tattici, quali l'Iskander, l'RS-24 Yars e l'SSC-8.

### Sviluppo
Lo sviluppo dell'SSC-8 si ritiene sia iniziato a metà degli anni 2000, a cui sono seguiti i test in volo iniziatI nel 2008 e proseguiti fino al 2011.
Ulteriori test sono stati resi noti nel luglio 2014 e settembre 2015.

### Controversie
Nel gennaio 2014, gli Stati Uniti hanno informato i propri alleati NATO dell'esistenza di un missile russo che violava le norme sulla portata e sui lanciatori del trattato INF. In un rapporto ufficiale del luglio 2014, gli Stati Uniti hanno affermato che la Federazione Russa stava violando i suoi obblighi ai sensi del trattato INF.
Nel novembre 2016, gli Stati Uniti hanno chiesto ad una commissione speciale di occuparsi della presunta violazione del trattato INF da parte russa. Le parti coinvolte in questa discussione includevano Stati Uniti, Russia, Bielorussia, Kazakistan ed Ucraina, ma i lavori vennero sospesi data l'inamovibilità dei russi nel sostenere la conformità dell'SSC-8 ai principi INF.
Il 14 febbraio 2017, fonti statunitensi riferirono che la Federazione Russa aveva schierato due battaglioni missilistici SSC-8, a cui è seguita la replica statunitense di aver istruito attività di ricerca e sviluppo per missili a raggio intermedio, come riportato nel documento Nuclear Posture Review del 2018.
Un'ulteriore dichiarazione del novembre 2018 chiarisce, da parte statunitense, il regime di test dell'SSC-8: "La Russia ha inizialmente testato in volo il 9M729 - un missile basato a terra - a distanze ben superiori a 500 chilometri da lanciatore fisso. La Russia ha quindi testato lo stesso missile a distanze inferiori a 500 km da lanciatore mobile. Mettendo insieme i due tipi di test, la Russia è stata in grado di sviluppare un missile che vola a distanze intermedie proibite dal trattato INF in grado di essere lanciato da una piattaforma mobile a terra".
Il 23 gennaio 2019, a seguito delle numerose dichiarazioni statunitensi, il missile SSC-8 è stato mostrato per la prima volta in pubblico. Il tenente generale Mikhail Matveevsky, capo delle forze missilistiche e di artiglieria dell'esercito, ha affermato che il missile presenta diverse migliorie rispetto al predecessore R-500 (9M728) ma non una portata maggiore, confermando la totale adesione russa al trattato INF.
Il 19 ottobre 2018, il presidente Trump ha annunciato la decisione di ritirarsi dal trattato INF a causa delle presunte violazioni russe.

## Composizione
Un battaglione di SSC-8 è composto da:
- 4 lanciatori mobili, assimilabili a quelli impiegati per l'Iskander-M
- 24 missili (6 per lanciatore)

## Utilizzatori
Russia
- Consegnati a partire dal 2017. 2 battaglioni equipaggiati con almeno 48 missili SSC-8 in servizio attivo nel 2018.